# Люди и боги
«Лю́ди и бо́ги» (фр. Des hommes et des dieux) — французский художественный фильм режиссёра Ксавье Бовуа, вышедший на экраны в 2010 году.
Трёхкратный лауреат премии «Сезар» в номинациях «Лучший фильм», «Лучшая мужская роль второго плана» (Майкл Лонсдейл) и «Лучшая операторская работа» (Каролина Шанпетье).
Фильм основан на реальных событиях, произошедших в Алжире 26-27 марта 1996 году, во время которых были убиты монахи из траппистского монастыря в Тибирине.
Лента снята в бывшем бенедиктинском монастыре Тумлилин рядом с городом Азру (Марокко).

## Сюжет
Монастырь, расположенный в алжирских горах, 1990-е годы. Восемь французских монахов-христиан уже много лет живут в мире и согласии со своими мусульманскими соседями. Но в какой-то момент исламистские группировки начинают вооружённую борьбу против светских властей, а также европейцев, и даже местных жителей. Всё шире распространяются насилие и убийства. Часть монахов впадает в панику и хочет уехать. И всё-таки, несмотря на очевидную опасность для жизни, все монахи решают остаться в обители, чего бы им это ни стоило…

## В ролях
- Ламбер Вильсон — Кристиан
- Майкл Лонсдейл — Люк
- Оливье Рабурден — Кристоф
- Филипп Лоденбак — Селестен
- Жак Эрлен — Амеде
- Лоик Пишон — Жан-Пьер
- Ксавье Мали — Мишель
- Жан-Мари Френ — Поль
- Сабрина Уазани — Раббия

## Награды и номинации
- Фильм получил Гран-при Каннского кинофестиваля 2010 года.
- Фильм был номинирован на премию «Сезар» 2011 года в 11 категориях и получил 3 награды: «Лучший фильм», «Лучшая мужская роль второго плана» (Майкл Лонсдейл), «Лучшая работа оператора» (Каролина Шанпетье). Остальные номинации были получены в категориях «Лучшая работа режиссёра» (Ксавье Бовуа), «Лучшая мужская роль» (Ламбер Вильсон), «Лучшая мужская роль второго плана» (Оливье Рабурден), «Лучший монтаж» (Мари-Жюли Май), «Лучший оригинальный сценарий» (Ксавье Бовуа), «Лучший звук», «Лучшие декорации» (Мишель Бартелеми), «Лучшие костюмы» (Мариэль Робо).
- Фильм номинировался на премии BAFTA, «Независимый дух» и премию Национального совета кинокритиков США за лучший зарубежный фильм и получил награду в последнем из перечисленных случаев.